# Sentheim
Sentheim település Franciaországban, Haut-Rhin megyében. Lakosainak száma 1534 fő (2022. január 1.). Sentheim Bourbach-le-Bas, Lauw, Guewenheim és Le Haut-Soultzbach községekkel határos.

## Népesség
A település népessége az elmúlt években az alábbi módon változott:
| Lakosok száma | 1642 | 1595 | 1618 | 1577 | 1558 | 1561 | 1564 | 1548 | 1534 |
|               | 2013 | 2015 | 2016 | 2017 | 2018 | 2019 | 2020 | 2021 | 2022 |